# 업무상 과실
업무상 과실(業務上過失, 영어: professional negligence)은 업무종사자가 당해 업무의 성격상 또는 그 업무의 지위상 특별히 요구되는 주의의무를 게을리한 경우를 말하는 단어이다. 이를 저지른 사람은 보통과실에 비해서 불법 및 책임이 가중되어 크게 처벌받게 된다. 이것은 업무의 수행상 요구되는 주의의무를 태만히 함으로써 결과 발생을 예견하거나 회피하지 못한 경우에 해당된다. 업무는 사람이 사회생활에서 가지는 지위로 계속적으로 종사하는 사무를 의미한다.

## 판례
- 의사들의 주의의무 위반과 처방체계상의 문제점으로 인하여 수술 후 회복과정에 있는 환자에게 인공호흡 준비를 갖추지 않은 상태에서는 사용할 수 없는 약제가 잘못 처방되었고, 종합병원의 간호사로서 환자에 대한 투약 과정 및 그 이후의 경과 관찰 등의 직무 수행을 위하여 처방 약제의 기본적인 약효나 부작용 및 주사 투약에 따르는 주의사항 등을 미리 확인·숙지하였다면 과실로 처방된 것임을 알 수 있었음에도 그대로 주사하여 환자가 의식불명 상태에 이르게 된 경우 간호사에게도 업무상과실이 인정된다.[1]
- 야간 당직간호사가 담당 환자의 심근경색 증상을 당직의사에게 제대로 보고하지 않아 당직의사가 필요한 조치를 취하지 못한 채 환자가 사망한 경우, 당직간호사에게 업무상 과실이 인정된다.[2]
- 피해자를 감시하도록 업무를 인계받지 않은 간호사 A가 자기 환자의 회복처치에 전념하고 있었다면 회복실에 다른 간호사가 남아 있지 않은 경우에도 회복실 내의 모든 환자에 대하여 적극적, 계속적으로 주시, 점검을 할 의무가 있다고 할 수 없다[3]

## 같이 보기
- 주의의무
- 불법행위